# Anibalewa
Anibalewa (biał. Анібалева; ros. Анибалево, Anibalewo) – wieś na Białorusi, w obwodzie witebskim, w rejonie orszańskim, w sielsowiecie Andrejeuszczyna.